# 袋井市
袋井市（日语：／ Fukuroi shi */?）為靜岡縣西部中央位置的市。2005年4月1日，該市與磐田郡淺羽町合併。

## 概要
位於靜岡縣西部（遠州）的城市，是舊東海道的宿場之一。在東海道五十三次（從東京到京都間的53個宿場）中，無論從東京算起、或是從京都算起，都是剛好在第27個宿場的中間地。而因此衍生出了許多以「正中間（どまんなか）」為名的店鋪、宣傳、活動等等。
是日本全國的長日照地區，因此平地盛產稻米、山地廣為茶園。

## 地理

### 相鄰的自治体
- 掛川市
- 磐田市
- 周智郡：森町

## 郷土偉人
- 名倉太郎馬（日语：名倉太郎馬） 1840-1911
- 淺羽佐喜太郎（日语：浅羽佐喜太郎） 1867-1910
- 川村驥山（日语：川村驥山） 1882-1969
- 鳥居信平 1883-1946
- 足立篤郎（日语：足立篤郎） 1910-1988

## 外部連結
- 袋井市公所Archive.today的存檔，存档日期2012-12-05